# Oeonia
Oeonia – rodzaj roślin z rodziny storczykowatych (Orchidaceae). Rośliny występują na Madagaskarze, Mauritiusie oraz Reunion.

## Systematyka
Rodzaj sklasyfikowany do podplemienia Angraecinae w plemieniu Vandeae, podrodzina epidendronowe (Epidendroideae), rodzina storczykowate (Orchidaceae), rząd szparagowce (Asparagales) w obrębie roślin jednoliściennych.
Wykaz gatunków
- Oeonia brauniana H.Wendl. & Kraenzl.
- Oeonia curvata Bosser
- Oeonia madagascariensis (Schltr.) Bosser
- Oeonia rosea Ridl.
- Oeonia volucris (Thouars) Spreng.